# Edward Kpodo
Edward Kpodo (Tema, 14 gennaio 1990) è un ex calciatore ghanese, di ruolo difensore.

## Carriera
Ha giocato nella massima serie armena ed in quella ghanese.

## Palmarès

### Club

#### Competizioni nazionali
- Supercoppa d'Armenia: 1

Širak: 2017